# Беглецът (български филм)
„Беглецът“ е български телевизионен игрален филм (детски, приключенски) от 1986 година по сценарий и режисура на Кирил Илинчев. Оператор е Георги Тахов

## Актьорски състав
| Роля                    | Изпълнител         |
| ----------------------- | ------------------ |
| Борко                   | Витомир Саръиванов |
| Влади                   | Сашо Бочев         |
| Деси                    | Ани Дончева        |
| бащата на Борко         | Тодор Тодоров      |
| майката на Деси и Влади | Пенка Цицелкова    |
| бащата на Деси и Влади  | Кольо Дончев       |
|                         | Поля Доростолска   |